# Sphaerostephanos makassaricus
Sphaerostephanos makassaricus är en kärrbräkenväxtart som beskrevs av Holtt. Sphaerostephanos makassaricus ingår i släktet Sphaerostephanos och familjen Thelypteridaceae. Inga underarter finns listade.